# Anne-Violaine Brisou
Anne-Violaine Brisou (* 2. Juni 1963) ist  eine französische Einspänner-Fahrerin.
Brisou begann als Dressur-, Spring- und Vielseitigkeitsreiterin und nahm an nationalen Turnieren teil. Über ihren Ehemann Jean-Pierre Brisou kam sie zum Fahren. Das Ehepaar Brisou lebt in Chantilly. Anne-Violaine Brisou ist Tierärztin von Beruf.
Mit Boy des Combes errang Anne-Violaine Brisou ihre ersten Erfolge im Einspännerfahren. Das Paar war über viele Jahre sehr erfolgreich.
Brisou ist mehrfache Französische Einspänner-Meisterin. 2008 gewann sie bei der Weltmeisterschaft im polnischen Jarantow mit der Equipe die Goldmedaille. Dort wurde sie auch im Einzelwettbewerb Vizeweltmeisterin.
2014 wurde Anne-Violaine Brisou mit der Equipe Vizeweltmeisterin im ungarischen Izsák.

## Erfolge
- 2002: Französische Meisterin
- 2006: 4. Platz mit der Equipe und 5. Platz im Einzelwettbewerb bei der Weltmeisterschaft in Pratoni del Vivaro, Italien[5]
- 2007: Französische Meisterin
- 2008: Französische Meisterin
- 2008: Weltmeisterin mit der Equipe und Vize-Weltmeisterin im Einzelwettbewerb in Jarantów, Polen
- 2009: Französische Meisterin
- 2010: Französische Vize-Meisterin
- 2010: 4. Platz mit der Equipe bei der Weltmeisterschaft in Pratoni del Vivaro, Italien
- 2013: Französische Meisterin
- 2014: Vize-Weltmeisterin mit der Equipe in Izsák, Ungarn
- 2018: Vize-Weltmeisterin mit der Equipe in Kronenberg, Niederlande